# Szepligetella discolor
Szepligetella discolor är en stekelart som först beskrevs av Jean-Jacques Kieffer 1911.  Szepligetella discolor ingår i släktet Szepligetella och familjen hungersteklar. Inga underarter finns listade i Catalogue of Life.